# Milan Lukić
Milan Lukić (em sérvio cirílico: Милан Лукић) (nascido em 6 de setembro de 1967, em Foča, Bósnia e Herzegovina, República Socialista Federativa da Iugoslávia) é um antigo chefe do grupo paramilitar conhecido como Águias Brancas (Beli Orlovi), que foi considerado culpado pelo Tribunal Penal Internacional para a antiga Iugoslávia (TPIJ), em julho de 2009, de crimes contra a humanidade e violações dos costumes de guerra cometidos no município Višegrad da Bósnia e Herzegovina durante a Guerra da Bósnia. Os crimes que Lukić foi condenado incluem assassinato, tortura, agressão, saques, destruição de propriedade e o assassinato de pelo menos 132 homens, mulheres e crianças identificadas.  O primo de Lukić, Sredoje Lukić, e um amigo próximo da família, Mitar Vasiljević, também foram julgados pelo TPII e condenados a 30 anos e 15 anos em prisão por suas ações em muitos dos crimes Milan Lukic.
Lukić foi o segundo indivíduo a ser condenado pelo Tribunal à prisão perpétua.
Lukić também foi responsável pelo massacre de Sjeverin e o massacre de Štrpci, incidentes nos quais os cidadãos não sérvios da Sérvia e Montenegro foram sequestrados e assassinados em território bósnio. O fracasso das autoridades sérvias para conduzir uma investigação adequada continua a ser uma questão política importante na Sérvia.
Continua a ser questionado se unidade de Lukic estava atuando como paramilitarismo ou era na verdade parte da Brigada Višegrad do Exército da Republika Srpska.  Em uma entrevista de 1992 com a revista Belgrado Duga, no qual ele confessou alguns de seus crimes, Lukic disse: "não tenho a consciência pesada sobre qualquer um deles."